# Erkan Can
Erkan Can (Bursa, 1958. november 1. –) török színész. 
Kétszer is megkapta az antalyai filmfesztivál Arany Narancs-díját a „legjobb színész” kategóriában (A hajón, 1998 és Az istenfélő Muharrem, 2006).

## Élete és pályafutása
16 éves korában a helyi állami színházban kezdett dolgozni és mellette egy szakközépiskolába járt. 1982–1984 között a katonai szolgálatát töltötte, majd 1985-ben az isztambuli Állami Konzervatóriumba iratkozott be. 1986-ban szerepelt – Kemal Sunallal közösen – a Davacı c. filmben (rendezte: Zeki Ökten), ezt követően 1990-ben érettségizett.
1991–1992 között tagja volt a bakırköyi színháznak. Az első jelentős főszerepeit a Mahallenin Muhtarlari (1992) és a Yalancı (1993) c. sorozatokban kapta a TRT televíziós csatornánál. Később két kisebb szerepet kapott: Sokaktaki Adam (rendezte: Biket İlhan, 1995) és a Bana Old and Wise'ı Çal (rendezte: Çağan Irmak, 1998).
1998-ban A hajón c. filmbeli alakításával – a kapitány szerepében – elnyerte az Arany Narancs-díjat, a „legjobb színész” kategóriában az antalyai filmfesztiválon.
2006-ban Az istenfélő Muharrem (törökül: Takva) címszereplőjeként újra Arany Narancs-díjas lett.

## Filmográfia

### Filmek, sorozatok
- Davacı (1986) mint Seyyar Satıcı
- Gençler (1989)
- Mahallenin Muhtarları (1992, televíziós sorozat) mint Temel
- Yalancı (1993, televíziós sorozat) mint Hulusi
- Sokaktaki Adam (1995)
- Bana Old and Wise'ı Çal (1998, rövidfilm) mint Oguz
- Gemide) (1998) mint kapitány
- Dar Alanda Kısa Paslaşmalar (2000) mint Suat
- Vizontele (2001) mint Mela Hüseyin
- Azad (2002, televíziós sorozat)
- Toss-Up (Turkish: Yazı Tura) (2004) mint Firuz
- Anlat İstanbul (2005) mint Darbukacı
- O Şimdi Mahkum (2005) mint Kazım
- Kapıları Açmak (2005, televíziós sorozat) mint Suphi Yılmaz
- Pamuk Prenses 2 (2005, rövidfilm) mint Serdar
- Fırtına (2006, televíziós sorozat) mint Oflu Hoca
- Kader (2006) mint İrfan
- Yaşamın Kıyısında (2006)
- Takva: Az istenfélő Muharrem (2007) mint Muharrem
- Bıçak Sırtı (2007) mint Numan
- Düğün Şarkıcısı (2008) mint Kudret
- Kara Köpekler Havlarken (2009)
- Kapalıçarşı (2009, televíziós sorozat)
- Siyah Beyaz (2010)
- Piszkos pénz, tiszta szerelem (Kara Para Aşk, 2015) – magyar hang: Szacsvay László
- Megtörve (Çarpışma, 2018) – magyar hang: Barbinek Péter

## Fordítás
- Ez a szócikk részben vagy egészben  az   Erkan Can című török Wikipédia-szócikk fordításán alapul.  Az eredeti cikk szerkesztőit annak laptörténete sorolja fel. Ez a jelzés csupán a megfogalmazás eredetét és a szerzői jogokat jelzi, nem szolgál a cikkben szereplő információk forrásmegjelöléseként.
- Ez a szócikk részben vagy egészben  az   Erkan Can című angol Wikipédia-szócikk fordításán alapul.  Az eredeti cikk szerkesztőit annak laptörténete sorolja fel. Ez a jelzés csupán a megfogalmazás eredetét és a szerzői jogokat jelzi, nem szolgál a cikkben szereplő információk forrásmegjelöléseként.